# Korpus Landsturmu Breslau
Korpus Landsturmu Breslau (niem. Korps Breslau) – korpus pospolitego ruszenia Landsturm armii niemieckiej podczas I wojny światowej.

## Struktura organizacyjna
Skład Korpusu Breslau:
- 21 Brygada Zapasowa (niem. 21. Ersatz-Brigade),
- Dywizja Menges - w sierpniu 1915 przemianowana na 88 Dywizję Piechoty
  - Brygada Landsturmu Buddenbrock - późniejsza 176 Brygada Piechoty
  - Brygada Landsturmu Zenker - późniejsza 177 Brygada Piechoty
- Brygada Landsturmu Schmiedecke (niem. Brigade Schmiedecke).